# Riisa Naka
Riisa Naka (仲 里依紗  Naka Riisa?, n. 18 de octubre de 1989 en la Prefectura de Nagasaki) es una actriz japonesa. Ganó el premio a "Mejor Nuevo Talento" en el Festival de Cine de Yokohama de 2009. Naka se hizo famosa por aparecer en dramas como Hachi One Diver (2008) y por interpretar el papel principal de Hana Adachi en Yankee-kun to Megane-chan (2010).

## Vida personal
Naka es tres cuartos japonesa y un cuarto sueca. La nombraron Riisa debido a que su abuelo es admirador de la obra de Leonardo da Vinci, la Mona Lisa.
En la primavera de 2013, se anunció que Naka se casaría con el actor Akiyoshi Nakao. El 4 de octubre de 2013, dio a luz al primer hijo de la pareja, un hijo en un hospital de Tokio.
Sus habilidades son la danza japonesa, el piano y la natación.

## Filmografía

### Dramas
- My Boss My Hero (2006) - Chiba Akane
- Yakusha Damashii (2006) - Episodio 7
- Broccoli (2007)
- Ultraman Mebius (2007) - Episodio 40
- Jodan janai (2007) - Hirose Karen
- Sexy Voice and Robo (2007) - Episodio 5
- Binbō Danshi (2008) - Shinjo Sumire
- Hachi One Diver (2008) - Soyo Nakashizu/ Milk
- Gakko ja Oshierarenai! (2008) - Yokoyama Eri
- Kami no Shizuku (2009) - coestrella - Shinohara Miyabi
- Ninkyou Helper (2009) - Haruna Misora
- Koibana: Suika to Bansoukou (2009)
- Yankee-kun to Megane-chan (2010) - Hana Adachi (principal)
- The Japanese The Japanese Don't Know (2010) - Kano Haruko (principal)
- Sayonara Aruma (2010) - Takahashi Fumiko
- Party wa Owatta (2011) - Toake
- Shiawase ni Narou yo (2011) - Sakuragi Marika
- Lucky Seven (2012) - Mizuno Asuka
- Tsurukame Maternity Center (2012) - Onodera Mariya
- Resident – 5-nin no Kenshui (2012) - Miyama Shizuku
- Lucky Seven SP (2013) - Mizuno Asuka
- Cold Case (2016)
- I love You Just a Little Bit (2017) - Reika Arishima
- Black Leather Notebook (2017) - Namiko Yamada
- Plage ~ Wakeari bakari no share house (2017) - Koike Miwa
- Yell (2020) - Megumi Katori
- Koisuru Hahatachi (2020) - Kanbara Mari
- Alice in Borderland (2020–2022) - Mira Kanō
- Tokyo MER: Mobile Emergency Room (2021) - Chiaki Takanawa
- Ōoku: The Inner Chambers (2023) - Tokugawa Tsunayoshi
- Let's Get Divorced (2023) - Yui Kurosawa

### Películas
- La chica que saltaba a través del tiempo (2006) - Makoto Konno (principal)
- Island Times (2006) - Yuki
- Shibuya-ku Maruyama-cho (2006) - Yumi
- Chi-chan wa Yukyu no Muko (2008) - Chigusa Utashima
- Gachi Boy (2008) - Akane Igarashi
- It's So Quiet (2008) - Chizuru
- Jun Kissa Isobe (2008) - Sakiko Isobe
- An Encyclopedia of Unconventional Women (2009) - Ryoko
- Pandora no Hako (2009) - Mabo
- Summer Wars (2009) - Yumi Jinnouchi
- Time Traveller: The Girl Who Leapt Through Time (2010) - Akari Yoshiyama (principal)
- Zebraman 2: Attack on Zebra City (2010) - Reina Zebra/Yui
- Hara ga Kore Nande (2011) - Hara Mitsuko
- Moteki (2011) - Ai
- Young Black Jack (2011) - Yuna
- Brave Hearts: Umizaru (2012) - Mika
- The Mole Song: Undercover Agent Reiji (2013) - Junna Wakagi
- The Mole Song 2: Hong Kong Capriccio (2016) - Junna Wakagi
- A Forest of Wool and Steel (2018) - Eri Hamano
- My Dad Is a Heel Wrestler (2018) - Michiko
- Love At Least (2018)
- Brothers in Brothel (2021) - Ibuki
- The Mole Song: Final (2021) - Junna Wakagi
- Crayon Shin-chan: Shrouded in Mystery! The Flowers of Tenkasu Academy (2021) - Ageha (voz)
- Tokyo MER: Mobile Emergency Room: The Movie (2023) - Chiaki Takanawa
- Between the White Key and the Black Key (2023) - Chikako
- The Imaginary (2023) - Emily (voz)

### Obras de teatro
- Dokurojo no Shichinin (2011)

### Doblaje
- Trolls World Tour (2020) - Reina Barb
- Transformers: Rise of the Beasts (2023) - Elena Wallace (Dominique Fishback)

### Videos musicales
- Kimi wa Boku ni Niteiru (2005) - See-Saw
- Captain Straydum (2006) - Cyborg
- Nostalgia (2010) - Ikimono Gakari
- Honto Wa Kowai Ai To Romance (2010) - Keisuke Kuwata
- Boku Kimi Believer (2010) - Ghostnote

## Discografía
- "Namida (Kokoro Abaite)" (NAMIDA～ココロアバイテ～?  "Tears (Through His Heart)") como Zebra Queen (2010)